# Peugeot Typ 141
Der Peugeot Typ 141 ist ein frühes Automodell des französischen Automobilherstellers Peugeot, von dem 1911 im Werk Lille 51 Exemplare produziert wurden.
Die Fahrzeuge besaßen einen Vierzylinder-Viertaktmotor, der vorne angeordnet war und über Kardan die Hinterräder antrieb. Der Motor leistete aus 6082 cm³ Hubraum 37 PS.
Es gab die Modelle 141 und 141 A. Bei einem Radstand von 333,1 cm betrug die Spurbreite 145 cm. Die Karosserieformen Torpedo und Sportwagen boten Platz für vier Personen.